# Tropocyclops federensis
Tropocyclops federensis – gatunek widłonoga z rodziny Cyclopidae. Nazwa naukowa tego gatunku skorupiaków została opublikowana w 1991 roku przez amerykańską biolog Janet W. Reid z Smithsonian Institution, National Museum of Natural History w Waszyngtonie.
Występuje endemicznie w Brazylii, jego siedliskiem naturalnym są tamtejsze jeziora słodkowodne.